# Malvasia

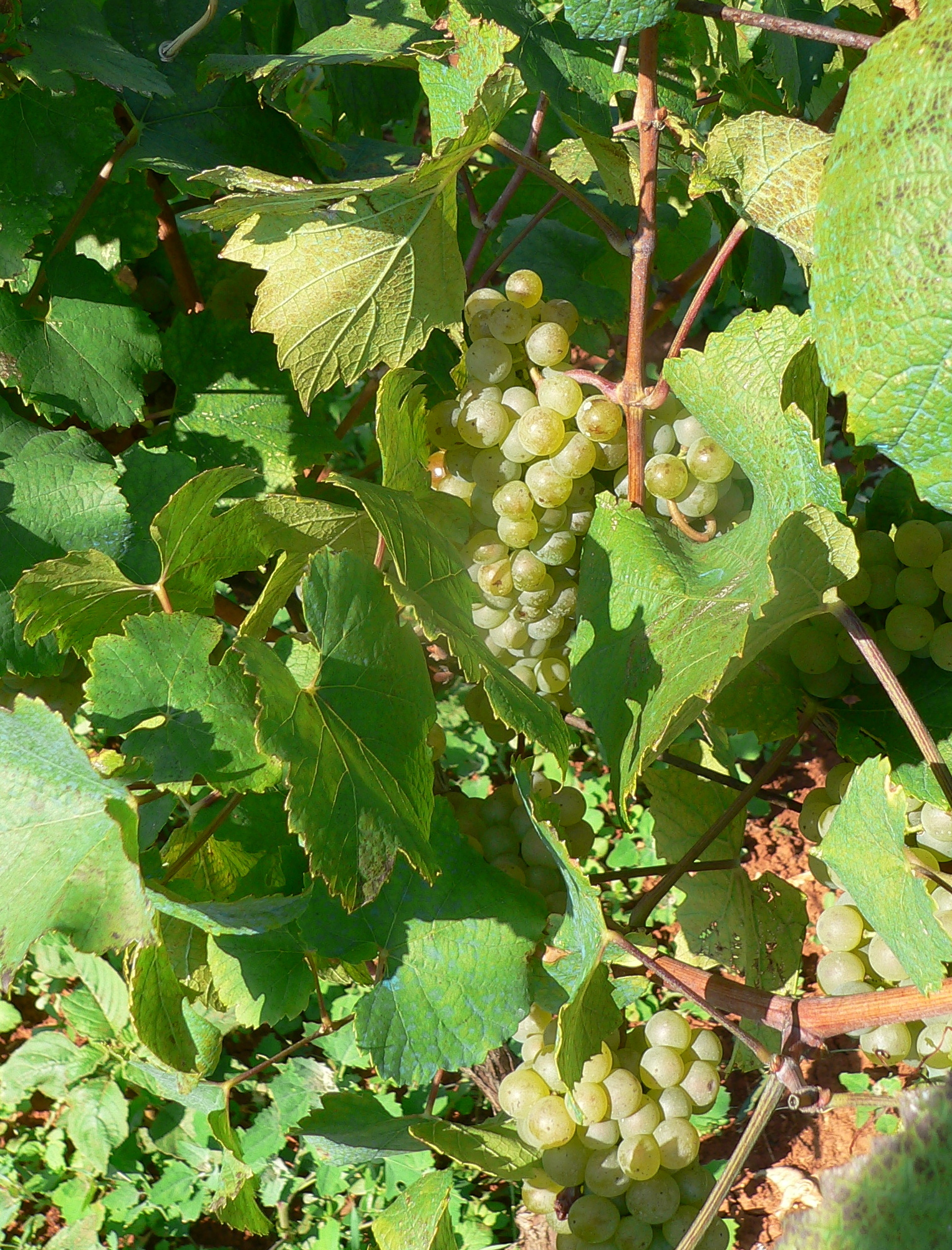
Malvasia

Malvasia är grön vindruva från medelhavsområdet. Den är även känd som Malvazia, Malvazija, Malmsey och Malvoise, Det är en grupp av gröna vindruvor som odlas i Italien, Slovenien, Kroatien, Korsika, Iberiska halvön, Madeira, Kanarieöarna och Australien. Dessa vindruvor används mestadels för produktion av vita viner och är bland annat en av de klassiska druvorna vid framställning av madeiravin. På Sardinien finns en variant som heter Malvasia de Bosa och i Portugal finns Malvasia fina. I Slovenien odlas Malvazija istarska.

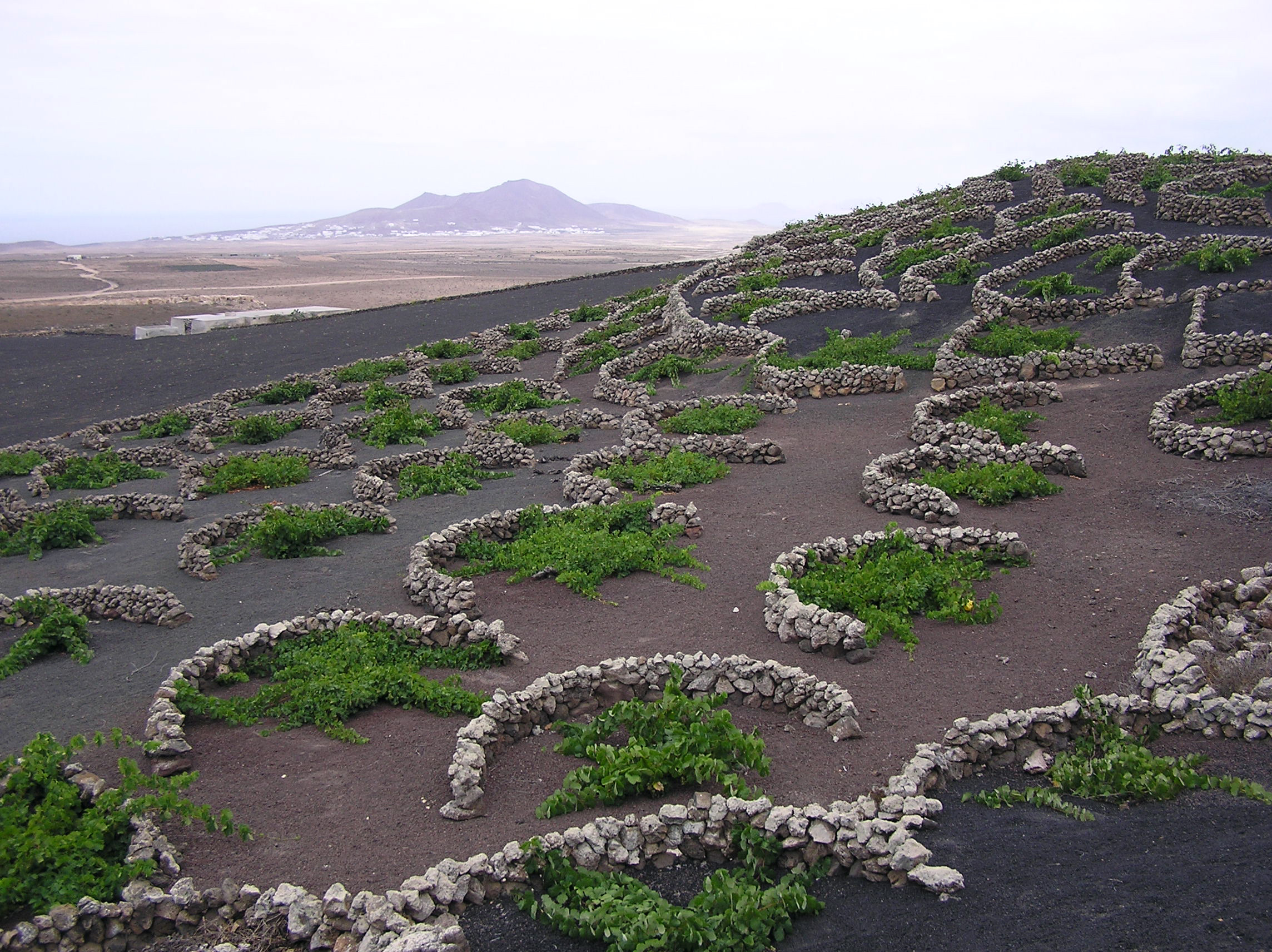
Odling av Malvasia på Lanzarote. De planteras direkt i det svarta lavagruset och försörjs med dagg. Murarna skyddar mot vind.
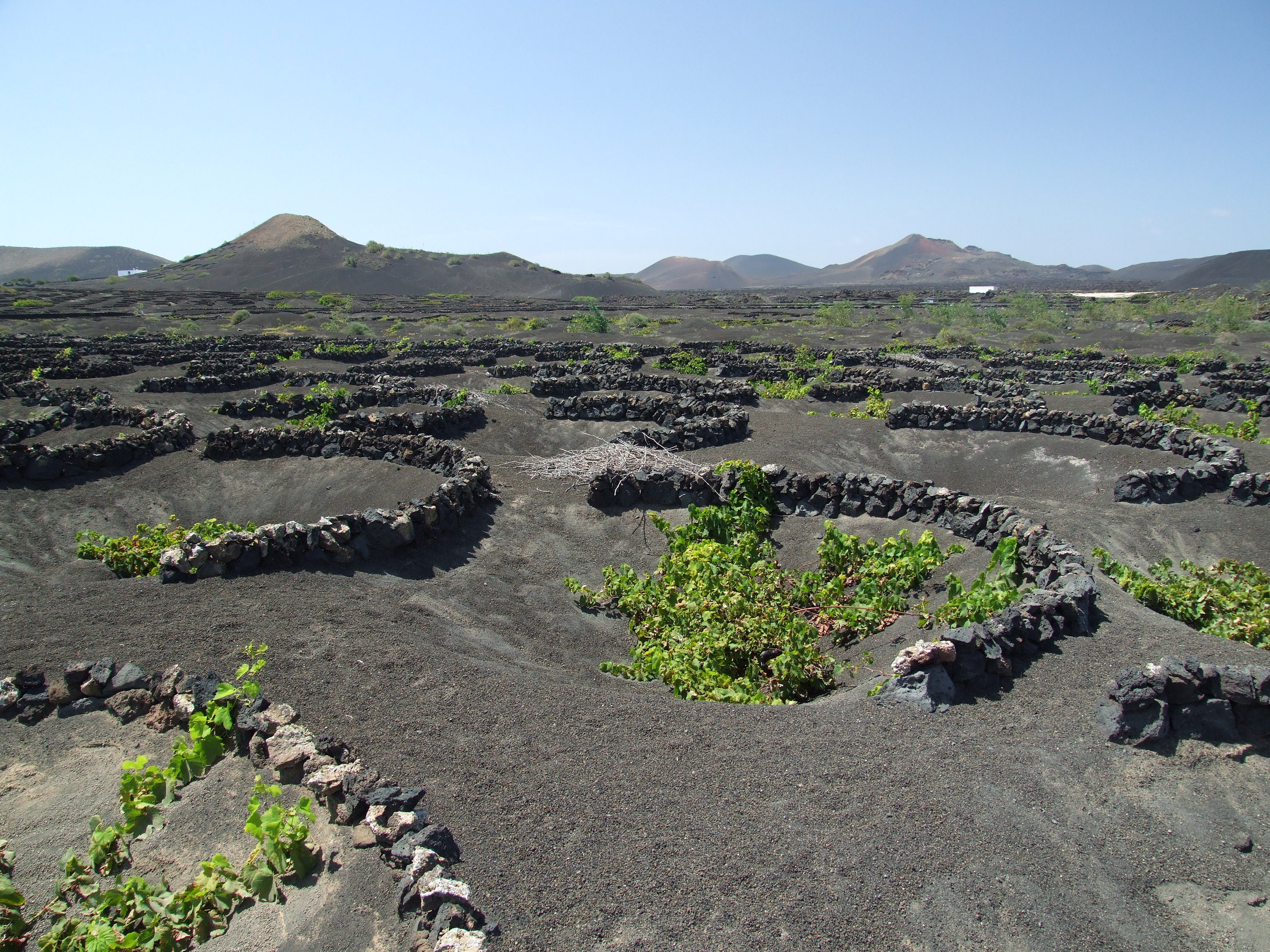
Denna typ av gropar kallas "zocos" och allt vin på Lanzarote odlas på detta sätt. Sorten heter Malvasia de Lanzarote.
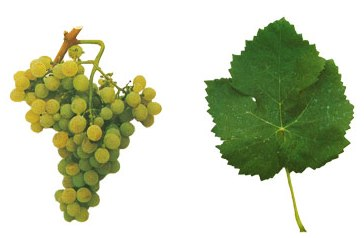
Malvasia fina